# Sea the Truth
Sea the Truth is de tweede documentaire van de Nicolaas G. Pierson Foundation, het wetenschappelijk bureau van de Partij voor de Dieren, en een vervolg op de eerste Nederlandse klimaatfilm Meat the Truth.

## Inhoud
In Sea the Truth zoeken twee marien biologen naar informatie over de toestand van de oceanen, met als doel het effect van visvangst te leren kennen.
Dit wordt in beeld gebracht door onderwaterfotograaf Dos Winkel, die samen met deze documentaire zelf een publicatie De huilende zee maakt die verder bouwt op de problematiek uit de documentaire.

## Rolverdeling
- Marianne Thieme
- Marianne van Mierlo
- Barbara van Genne
- Dos Winkel
- prof. dr. Gert Flik
- dr. S.P.J. van Leeuwen
- prof. dr. Daniel Pauly
- Pius Coombs

## Vertalingen
Sea the Truth is een Engelstalige film en is vertaald in het Nederlands, Duits, Frans en Spaans. De film is internationaal vertoond en heeft verschillende prijzen in de wacht gesleept, waaronder de "Best Documentary Feature" op het Festival Cine Animal in Bogotá, Colombia.